# エイミー・ロビンソン
エイミー・ロビンソン（Amy Robinson、1948年4月13日 - ）は、アメリカ合衆国の女優、映画プロデューサー。

## 出演作品
- ミーン・ストリート（テレサ）

## プロデュース作品
- ジュリー&ジュリア
- ライフ・イズ・ベースボール
- フロム・ヘル
- オータム・イン・ニューヨーク
- ニコルに夢中
- ラブ・オブ・ザ・ゲーム
- きっと忘れない
- アフター・アワーズ
- ワンス・アラウンド